# Mauretańska Première Division
Première Division (ar. الدوري الموريتاني الممتاز لكرة القدم) jest najwyższą piłkarską klasą rozgrywkową w Mauretanii. Powstała w 1976 roku.

## Drużyny w sezonie 2011
| Drużyna           | Miasto     |
| ----------------- | ---------- |
| ASAC Concorde     | Nawakszut  |
| ASC El Ahmedi     | Nawakszut  |
| ASC Imraguens     | Atar       |
| ASC Kédia         | Zouérate   |
| ASC Ksar          | Nawakszut  |
| ASC Police        | Nawakszut  |
| ASC Tevragh-Zeïna | Nawakszut  |
| CF Cansado        | Nouadhibou |
| FC Nouadhibou     | Nouadhibou |

## Mistrzowie
| - 1976: ASC Garde Nationale - 1977: ASC Garde Nationale - 1978: ASC Garde Nationale - 1979: ASC Garde Nationale - 1980: nie rozgrywano - 1981: ASC Police - 1982: ASC Police - 1983: ASC Ksar - 1984: ASC Garde Nationale - 1985: ASC Ksar - 1986: ASC Police - 1987: ASC Police |  | - 1988: ASC Police - 1989: nie rozgrywano - 1990: ASC Police - 1991: ASC Police - 1992: ASC Sonader Ksar - 1993: ASC Sonader Ksar - 1994: ASC Garde Nationale - 1995: ASC Sonalec - 1996: nie rozgrywano - 1997: nie rozgrywano - 1998: ASC Garde Nationale - 1999: SDPA Rosso |  | - 2000: ASC Mauritel Mobile - 2001: FC Nouadhibou - 2002: FC Nouadhibou - 2003: ASC Nasr de Sebkha - 2004: ASC Ksar - 2005: ASC Nasr de Sebkha - 2006: ASC Mauritel Mobile - 2007: ASC Nasr de Sebkha - 2008: ASAC Concorde - 2009: Société Nationale Industrielle et Minière FC - 2010: Société Nationale Industrielle et Minière FC - 2011: FC Nouadhibou |

## Podsumowanie
| Klub                | Liczba tytułów | Ostatni tytuł |
| ------------------- | -------------- | ------------- |
| ASC Garde Nationale | 7              | 1998          |
| ASC Police          | 7              | 1991          |
| ACS Ksar            | 5              | 2004          |
| FC Nouadhibou       | 3              | 2011          |
| ASC Nasr            | 3              | 2007          |
| CF Cansado          | 2              | 2010          |
| ASC Mauritel Mobile | 2              | 2006          |
| SDPA Rosso          | 1              | 1999          |
| ASC Sonalec         | 1              | 1995          |
| ASAC Concorde       | 1              | 2008          |